# Leverage (economie)

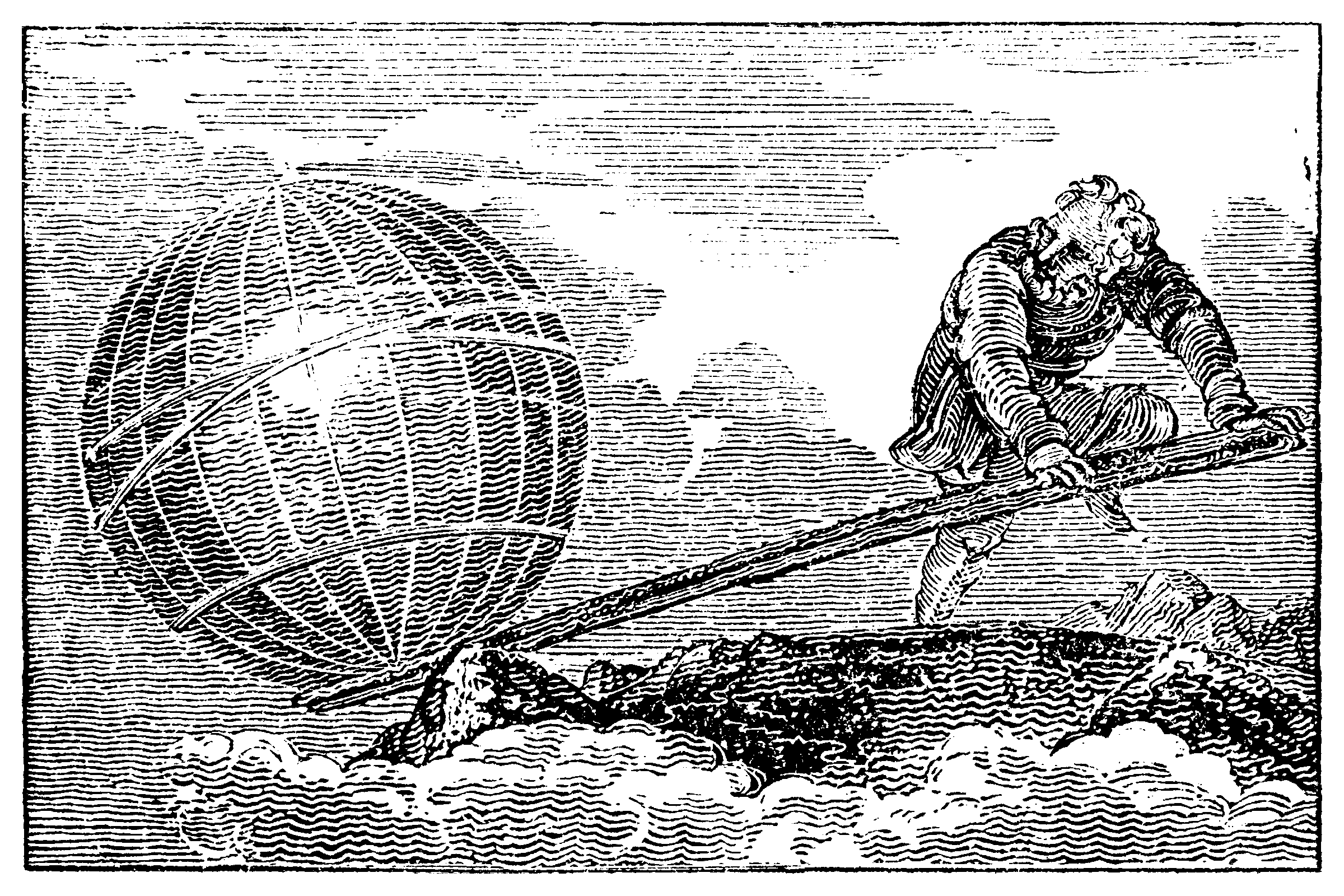
Archimedes die met een hefboom de wereld verplaatst

Leverage is het gebruik van geleend geld (vreemd vermogen) om het verwachte rendement van het eigen vermogen te verhogen (in het Nederlands ook wel hefboomeffect of hefboomlening genoemd, in Groot-Brittannië gearing). Leverage wordt gemeten als de verhouding van de totale rentedragende schuld t.o.v. de totale activa. Hoe groter de rentedragende schuld, hoe groter de financiële hefboomwerking of 'versnelling'. Die kan zowel positief als negatief uitpakken.
Rentekosten voor dit vreemde vermogen zijn doorgaans gefixeerd, en komen in mindering op de inkomsten. Door een lening kan een organisatie meer inkomsten genereren zonder een noodzakelijke toename van het eigen vermogen. Doordat er geen extra eigen vermogen aangetrokken of aangehouden hoeft te worden, zijn geen extra dividenduitkeringen nodig (die niet kunnen worden afgeboekt van de winst). Echter, een hoge leverage kan gunstig uitpakken tijdens hoogconjunctuur, maar kan leiden tot ernstige cashflowproblemen tijdens een recessie, omdat er misschien niet genoeg rendement is om de hogere rentekosten en aflosverplichtingen te dekken.